# NGC 7545
NGC 7545 is een balkspiraalstelsel in het sterrenbeeld Kraanvogel. Het hemelobject werd op 14 september 1834 ontdekt door de Britse astronoom John Herschel.

## Synoniemen
- ESO 347-4
- MCG -7-47-26
- AM 2312-384
- IRAS 23127-3848
- PGC 70840